# Csorba (étel)
A csorba a Balkán-félszigeten és a Közel-Keleten levest jelent, Romániában viszont csak a savanyú leves megnevezése.

## Nyelvváltozatai
Az újperzsa nyelvből a شوربا sor ("sós, savanyú") és a ba ("főtt") szóból származik.
A csorbát tehát a perzsák és az amhara nyelvet beszélők sorbának (perzsául: شوربا),  (amharául: ሾርባ), a pastuk sorwának (pastuul: شوروا), a románok csorbönek (románul: ciorbă), az oroszok surpának (oroszul: шурпа), az ujgurok sorpának (ujgurul: شورپا, шорпа), a törökök csorbának (törökül: Çorba), a kirgizek sorpónak (kirgizül: шорпо), a kazahok szorpának (kazakul: сорпа) nevezik.

## Készítése
A levest zöldségek (hagyma, sárgarépa, zeller, petrezselyem gyökér) és kisméretű darabokra vágott hús főzésével nyerik, különböző ízesítők és sűrítők hozzáadásával, mint tojás, tejszín, joghurt, rántás. A böjtös változatát hús nélkül készítik.
Savanyítására korpaciberét, ecetet, citromlevet, citromsót, paradicsomlevet, káposztalevet vagy cseresznyeszilvát használnak. 
Zöldségként a petrezselyemzöldet használják, kivéve az erdélyi csorbáknál, ahol a tárkony a szokásos.. A pacalcsorbába (ciorbă de burtă) sem jár petrezselyemzöld, hanem fokhagyma és más zöldségek, mint lestyán, babérlevél, zellerlevél és csípős paprika.
A húsgombócleves (ciorbă de perișoare) húsdarabok helyett darált sertéshúsból és hozzákevert rizsből készített és fűszerezett gombócokkal készül.

## Változatai
A legismertebb csorbák::
- Ciorbă à la grecque (görög)
- Ciorbă ardelenească (erdélyi)
- Ciorbă de berbec (berbécs)
- Ciorbă de cap de nisetru (halfej)
- Ciorbă de chitici (hal)
- Ciorbă de bureți (gomba)
- Ciorbă de burtă (pacal)
- Ciorbă de cartofi (burgonya)
- Ciorbă de conopidă (karfiol)
- Ciorbă de crap (ponty)
- Ciorbă de dovlecei (tök)
- Ciorbă de dovlecei umpluți (töltött tök)
- Ciorbă de fasole boabe (bab)
- Ciorbă de fasole verde (zöldbab)
- Ciorbă de hribi (vargánya)
- Ciorbă de legume (zöldség)
- Ciorbă de lobodă (laboda)
- Ciorbă de miel (bárány)
- Ciorbă de oaie (birka)
- Ciorbă de păsat (kukorica dara)
- Ciorbă de perișoare (húsgombóc)
- Ciorbă de perișoare de pește (halgombóc)
- Ciorbă de pește (hal)
- Ciorbă de potroace (csirke aprólék)
- Ciorbă de pui (csirke)
- Ciorbă de rasol (marhaláb)
- Ciorbă rusească de varză (orosz káposzta)
- Ciorbă de salată verde (saláta)
- Ciorbă de sfeclă (cékla)
- Ciorbă de ștevie (lósóska)
- Ciorbă de tarhon cu carne (tárkonyos)
- Ciorbă țărănească (paraszt)
- Ciorbă de urzici (csalán)
- Ciorbă de varză albă (káposzta)
- Ciorbă de verdețuri (zöldséges)
- Ciorbă de văcuță (növendék)
- Ciorbă rădăuțeană (radóci)
- Sărbușcă (savós)

## Képek

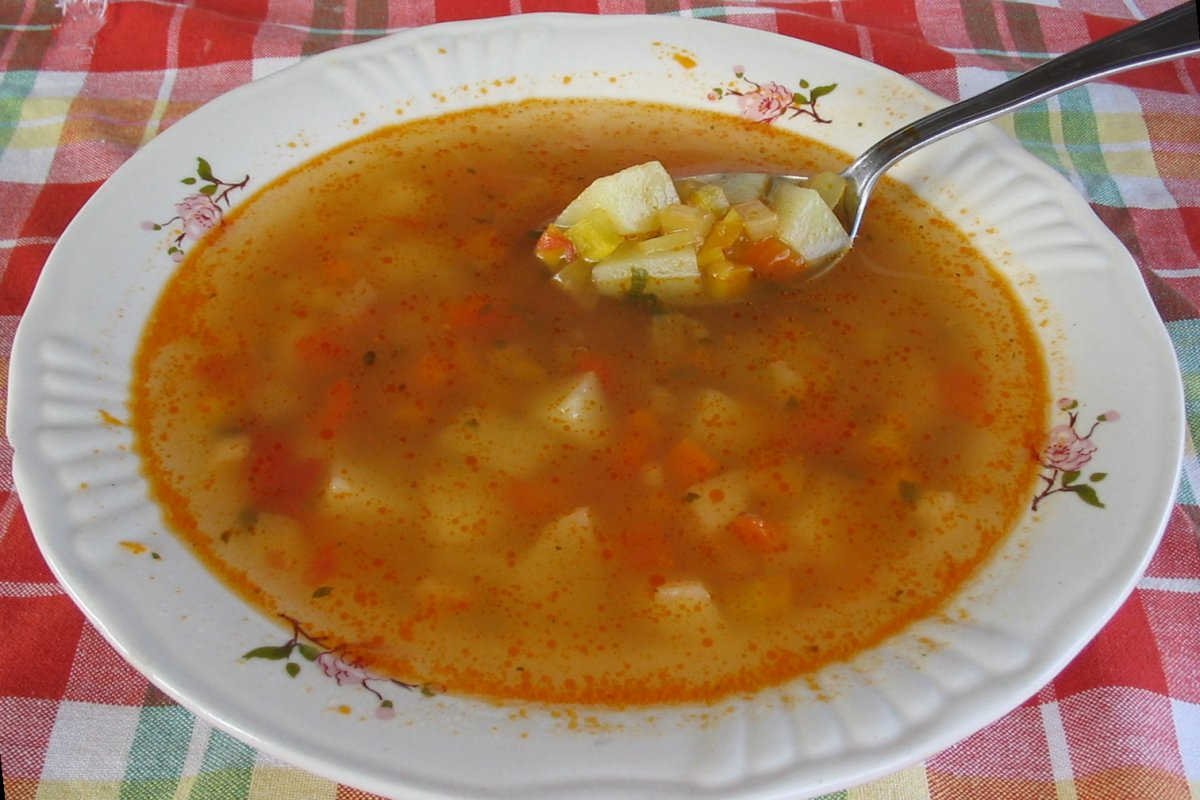
Burgonyacsorba
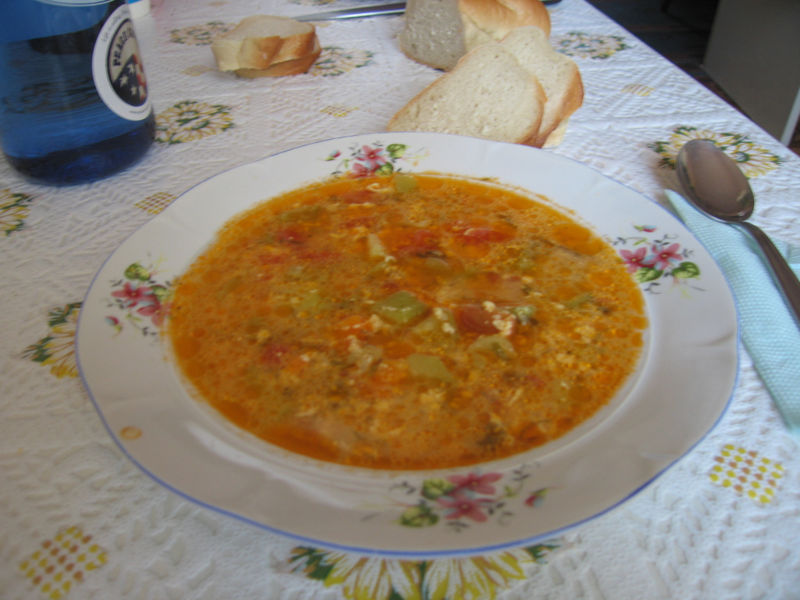
Zöldségcsorba
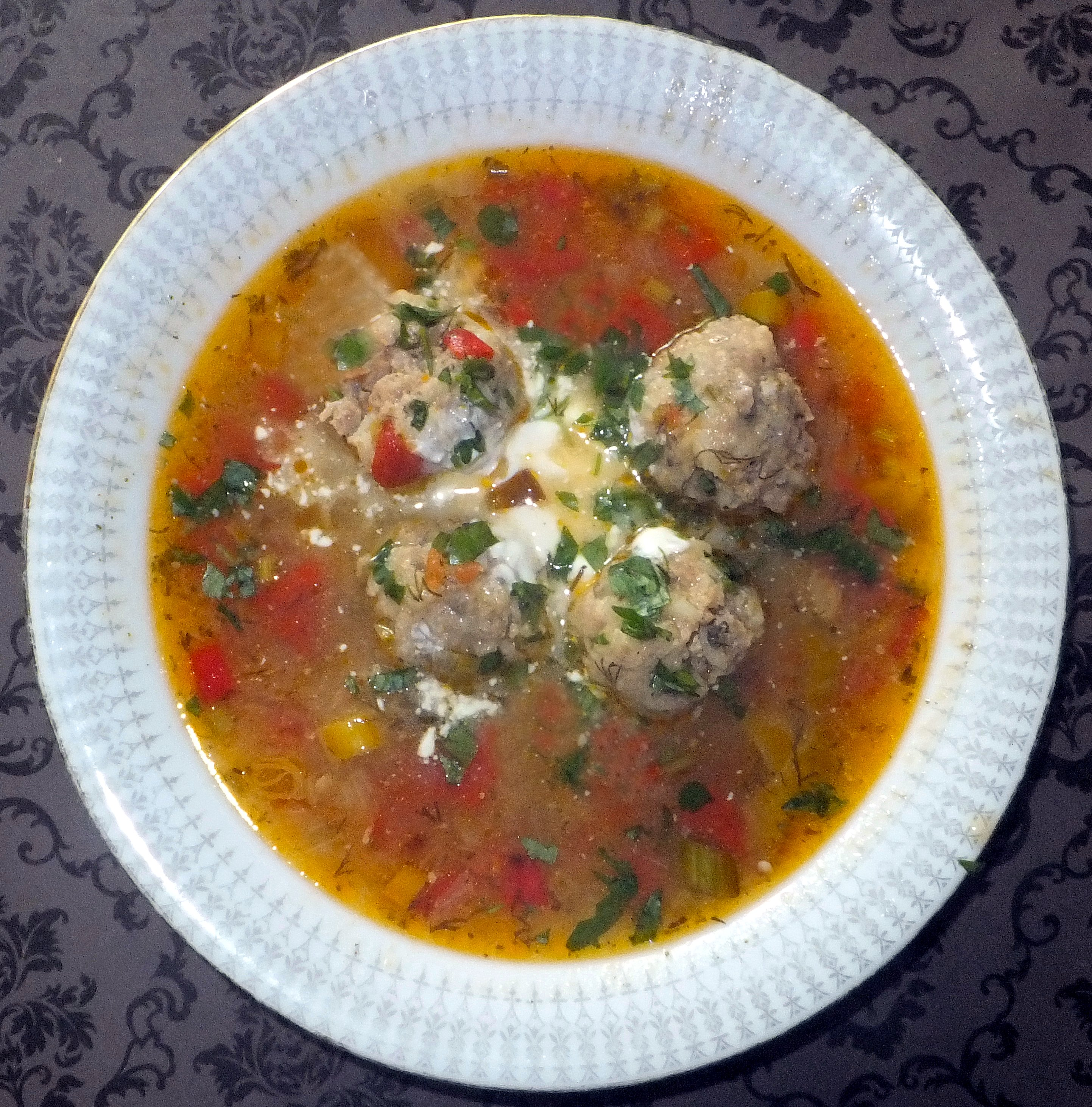
Húsgombóccsorba
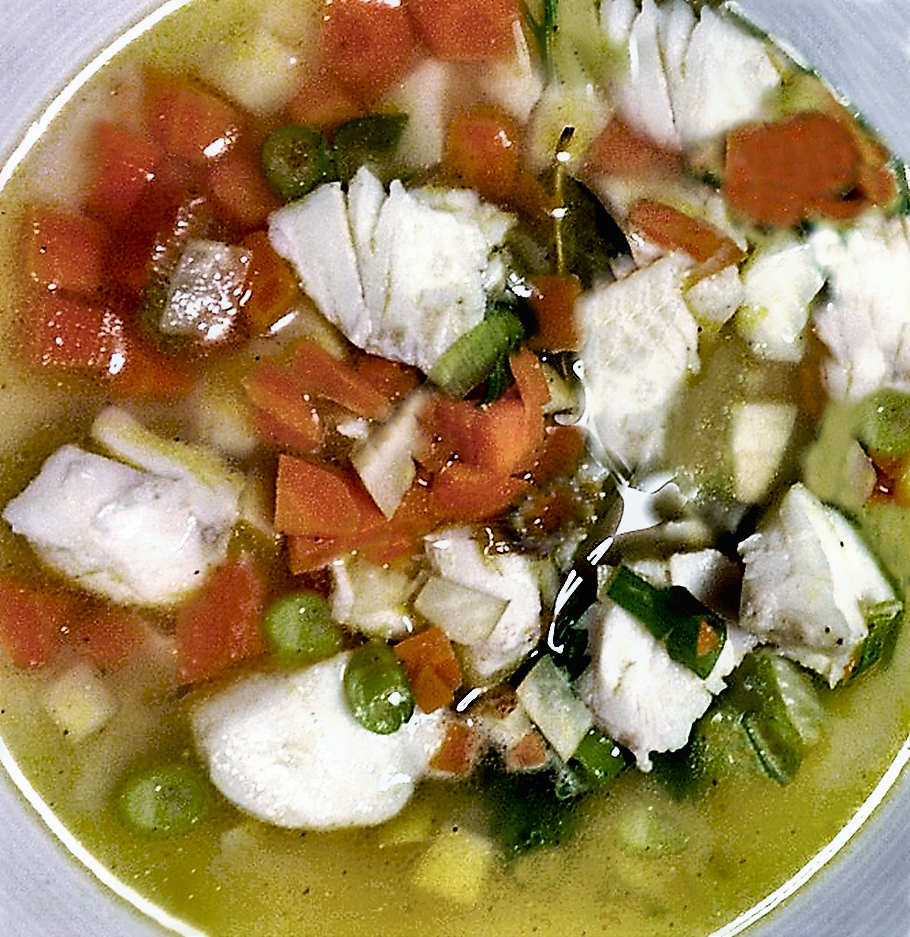
Halcsorba
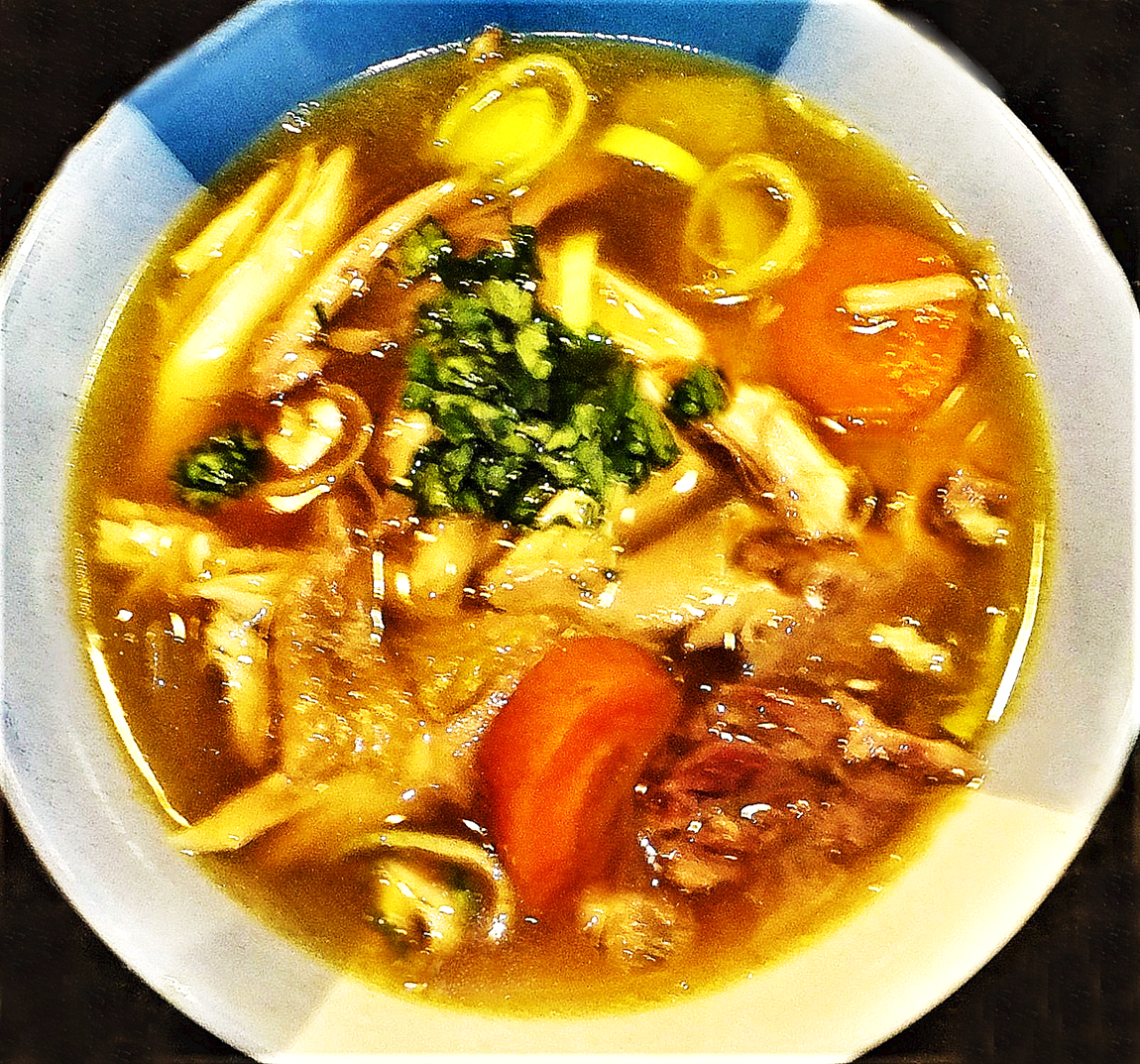
Csirkecsorba
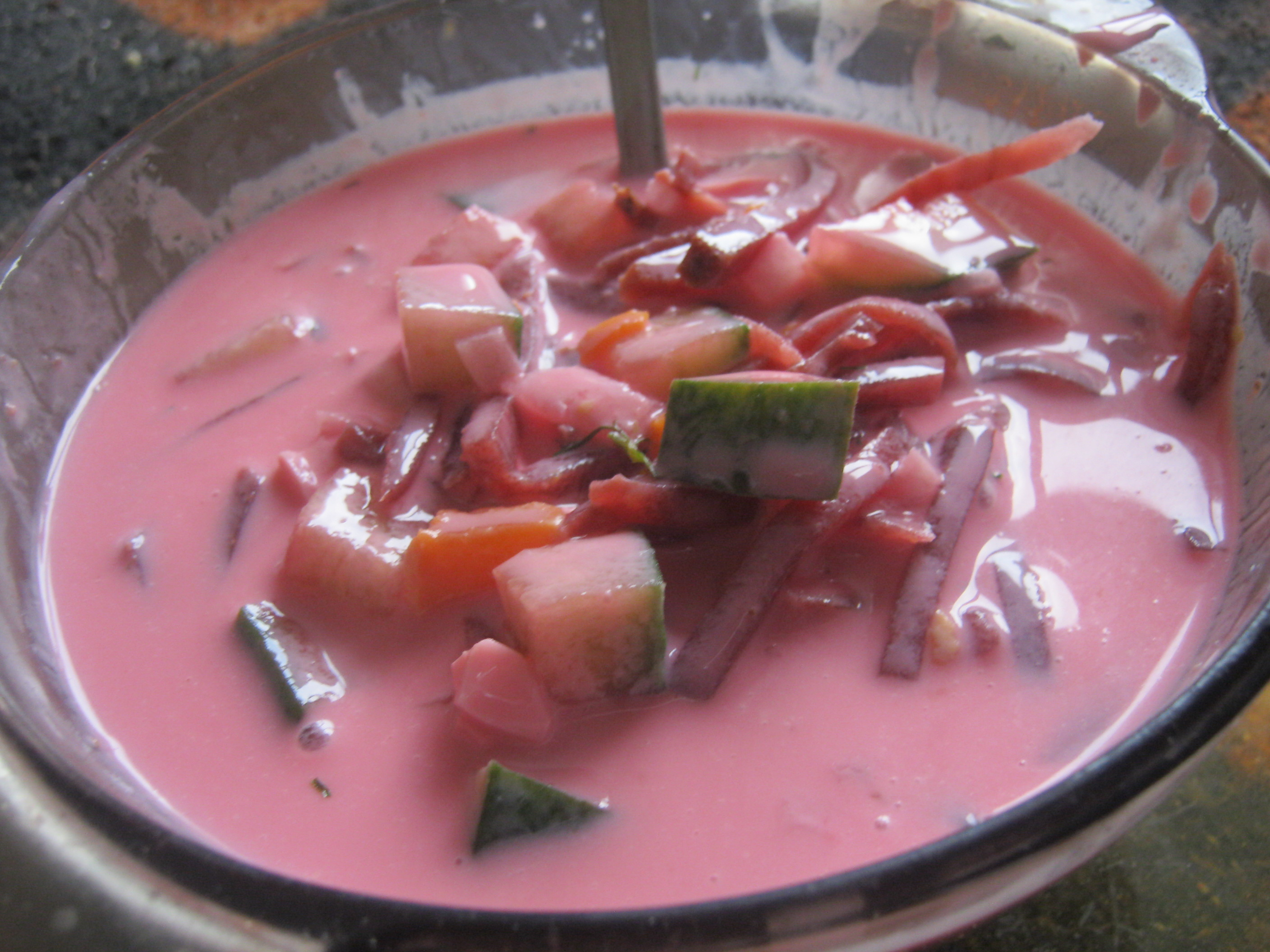
Céklacsorba
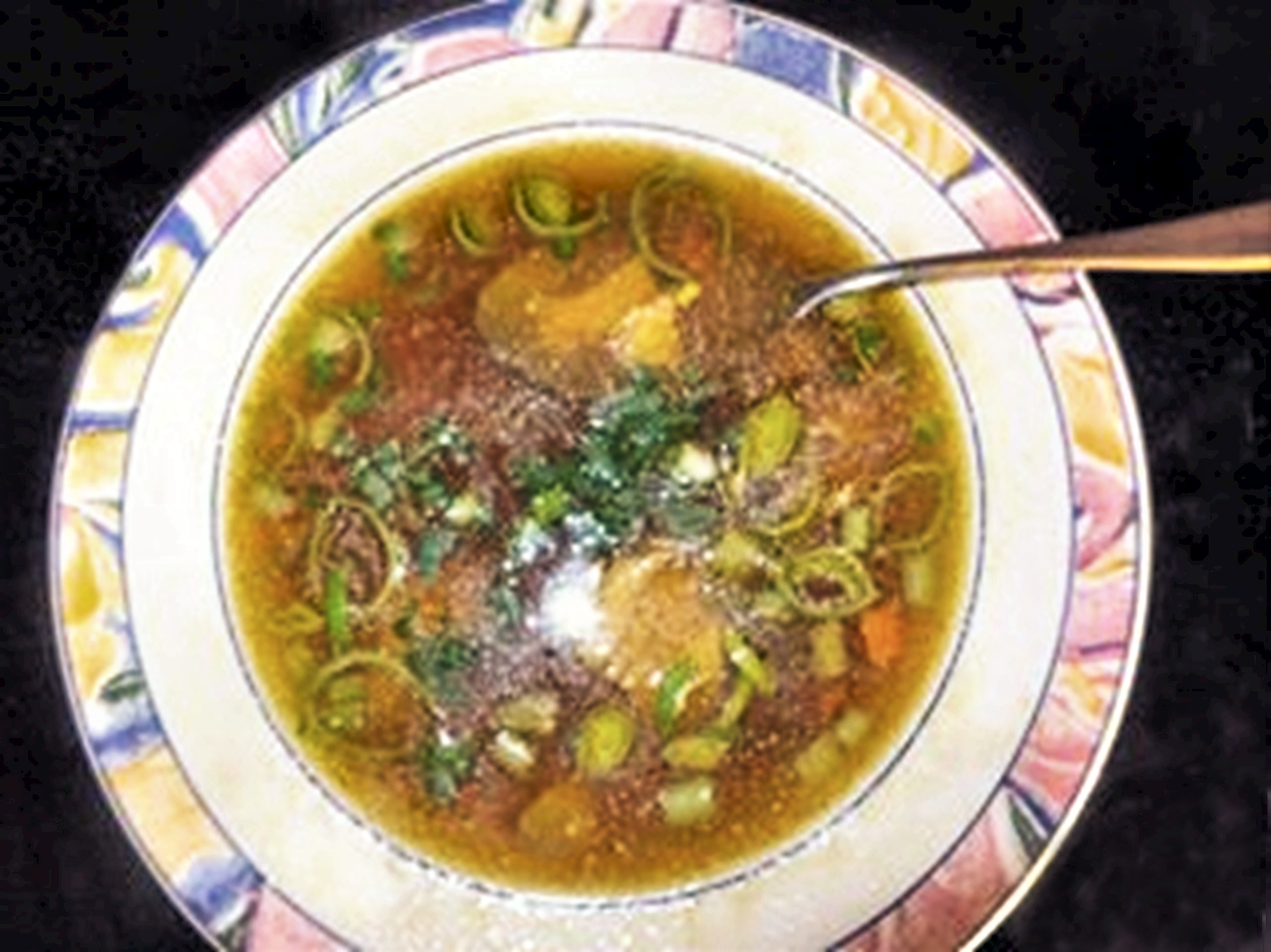
Parasztcsorba
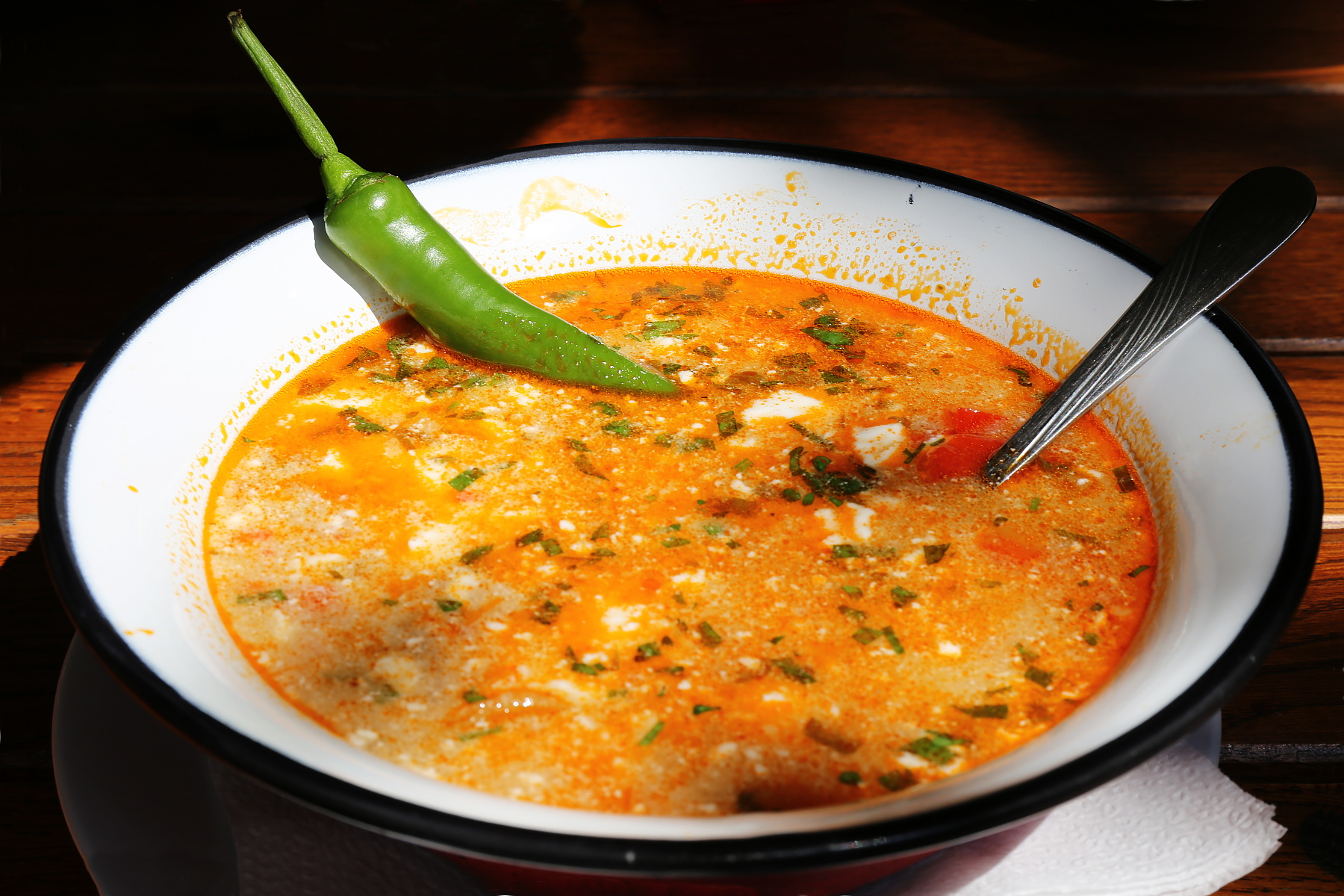
Tejfeles növendékcsorba

## Fordítás
- Ez a szócikk részben vagy egészben  a   Ciorbă című román Wikipédia-szócikk fordításán alapul.  Az eredeti cikk szerkesztőit annak laptörténete sorolja fel. Ez a jelzés csupán a megfogalmazás eredetét és a szerzői jogokat jelzi, nem szolgál a cikkben szereplő információk forrásmegjelöléseként.
- Ez a szócikk részben vagy egészben  a   Chorba című angol Wikipédia-szócikk fordításán alapul.  Az eredeti cikk szerkesztőit annak laptörténete sorolja fel. Ez a jelzés csupán a megfogalmazás eredetét és a szerzői jogokat jelzi, nem szolgál a cikkben szereplő információk forrásmegjelöléseként.